# 300 Elektra Entertainment
300 Elektra Entertainment (3EE) est un groupe de labels discographiques affiliés à Warner Music Group. Il résulte de la fusion de 300 Entertainment et d'Elektra Music Group, ainsi que de leurs labels respectifs.
Le label se décrit comme « [ayant] l'état d'esprit d'un indépendant et le muscle d'une major ».

## Histoire
Warner Music Group envisageait depuis longtemps une fusion entre 300 Entertainment et Elektra Music Group. Lors du rachat de 300 Entertainment par WMG pour 400 millions de dollars américains le 16 décembre 2021, les deux parties conviennent que 300 serait fusionné avec d'autres labels de Warner Music Group. En outre, le PDG du label, Kevin Liles, est nommé à la tête d'Elektra Music Group et de 300 Entertainment,,.
Le 22 juin 2022, Warner Music Group annonce la création de 300 Elektra Entertainment (3EE), issue de la fusion d'Elektra Music Group et de 300 Entertainment. Malgré cette fusion, WMG maintient que 300 et Elektra conserveront leurs identités,. Alors que Kevin Liles devient président-directeur général de 3EE, Rayna Bass et Selim Bouab sont nommés coprésidents de 300 Entertainment, tandis que Mike Easterlin et Gregg Nadel restent coprésidents d'Elektra Entertainment, nouvellement rebaptisée.
Le logo du label est une fusion du logo de 300 Entertainment et du logo du groupe Elektra Entertainment des années 1990.

## Elektra France
Elektra France est un label musical français de la maison de disque Warner Music France, déclinaison du label d'Elektra Records.
En 2023, la liste des groupes et artistes inclut notamment : Moha La Squale, Fally Ipupa, Léa Paci, BB Brunes, Timal, Ofenbach, Kaza et 13 Block.